# Palau dei Dieci Savi
El Palau dei Dieci Savi és un edifici arquitectònic de Venècia, situat al barri de San Polo i amb vistes al Gran Canal, a prop del Pont de Rialto.

## Història
Construït a la primera meitat del segle XVI, el palau és un projecte d'Antonio Abbondi. Es va convertir en la seu dels Dieci Savi alle Decime, una magistratura responsable de les finances de la Sereníssima. Va tenir aquesta funció durant tota la República.
Restaurat el 1925 per l'arquitecte Agostino Jaccuzzi i en bon estat de conservació, l'edifici va ser la seu de l'Autoritat de l'Aigua (Magistrato alle acque) un organisme públic suprimit el 2014 després de l'escàndol del MOSE.

## Descripció

El Lleó de San Marco a la façana

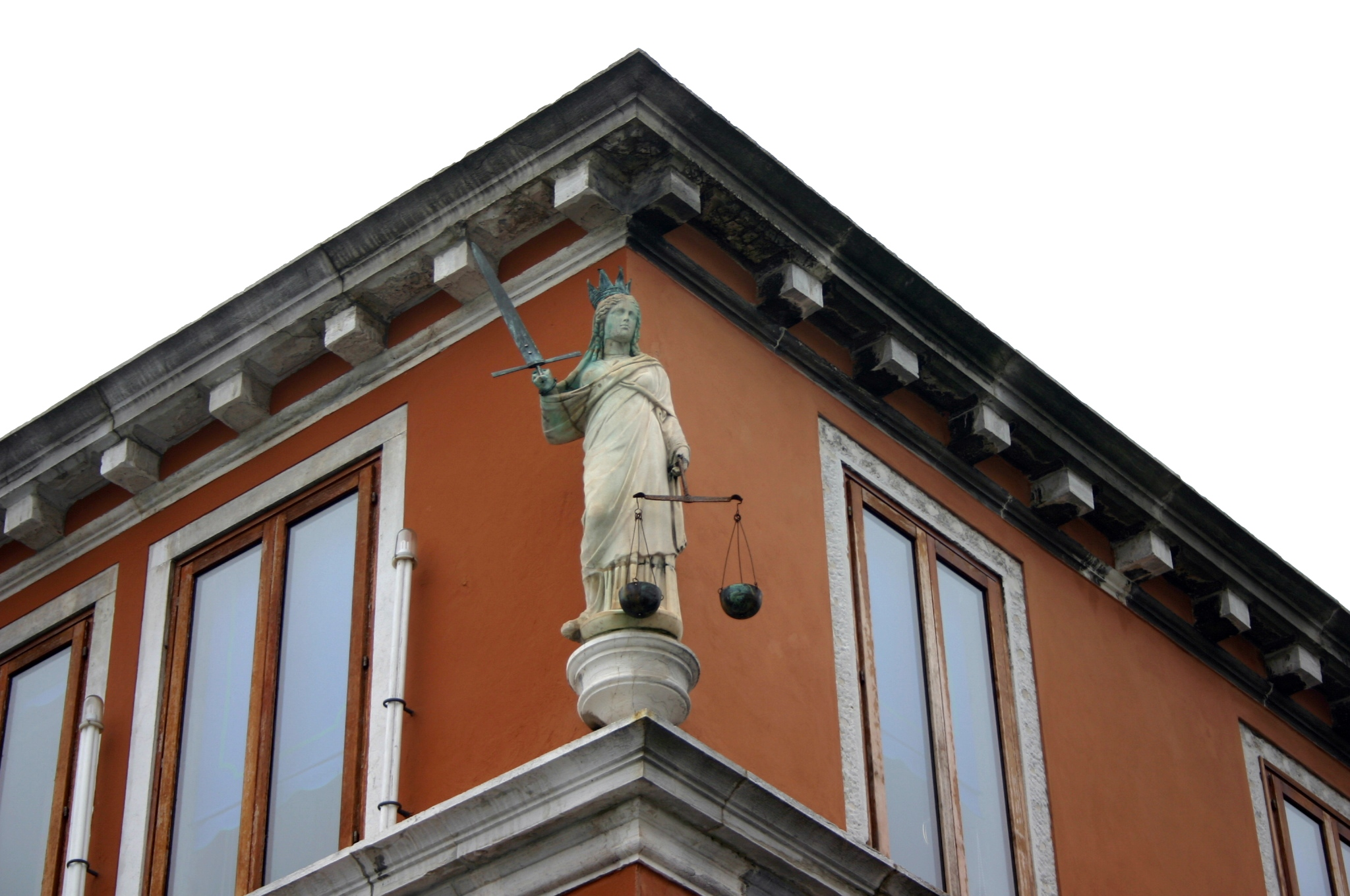
Detall amb La Giustizia

El palau té una façana llarga a la Ruga degli Oresi i una altra curta al Gran Canal.
La llarga façana s'obre a la planta baixa a un pòrtic amb trenta-set arcs de mig punt, el sostre del qual, amb voltes de creueria, està cobert de frescos, grans parts dels quals es conserven raonablement bé.
Les dues plantes superiors, dividides per llargues i gruixudes cordons, estan dissenyades amb un esperit de racionalitat, d'acord amb la funció del mateix edifici: s'obren per dues files de trenta-set finestres rectangulars d'una sola alçada en marcs de pedra sense adorns. A la part superior, una cornisa fina i dentada travessa les golfes.
La façana que dona al canal té una disposició similar: s'obre amb quatre arcs a la planta baixa i amb cinc parells de finestres rectangulars simples als pisos superiors.
Només hi ha dos elements decoratius: una estàtua del segle XVI que representa la Giustizia, situada al segon pis, a la cantonada entre les dues façanes; un baix relleu amb un Lleó de Sant Marc, inserit en un marc circular i que data del 1848, l'època de l'efímera República de Sant Marc, en oposició a la dominació austríaca que l'havia eliminat recentment.